# Prima dell'apocalisse
Prima dell'apocalisse (Left Behind: The Movie) è un film del 2000 diretto da Vic Sarin.
È basato sul libro Left Behind (in italiano Gli esclusi) di Tim LaHaye e Jerry B. Jenkins, ed il primo della serie omonima di romanzi. Ha ricevuto perlopiù critiche negative. Il film ha avuto due seguiti direct-to-video: Prima dell'Apocalisse 2 - Tribulation Force (2002) e Gli esclusi - Il mondo in guerra (2004).
Insoddisfatto della qualità del film, Tim LaHaye ha presentato denuncia contro la Namesake Entertainmen e la Cloud Ten Pictures, sostenendo che c'era stata una violazione del contratto. In data 3 luglio 2008 Tim La Haye e Cloud Ten Pictures stabilirono controversie sugli adattamenti cinematografici dei libri. Dal 1º ottobre 2010 i diritti sono stati recuperati dalla Cloud Ten Pictures.
Il primo capitolo della serie ha avuto un reboot nel 2014 intitolato Left Behind - La profezia, ricevendo anch'esso critiche negative.

## Trama
Un giornalista, partendo da strani indizi da un uomo che sembra abbia bevuto molto, ma in realtà ha scoperto delle realtà stravolgenti, viene man mano coinvolto in quello che più avanti scoprirà essere l'incarnazione dell'Anticristo. Infatti, qualche giorno dopo, stranamente un sacco di gente sparisce lasciando persino i vestiti che indossavano. È Dio che ha raccolto a sé i propri fedeli per portarli in Paradiso poco prima dell'Apocalisse, mentre sulla Terra pian piano arriva il regno dell'Anticristo incarnatosi in Nicolae Carpathia, presidente della Romania recentemente eletto Segretario generale delle Nazioni Unite. Alcune persone, tra cui il giornalista, però, che all'inizio o non erano credenti o avevano commesso dei peccati, cominciano a capire che Dio è il loro Salvatore, si uniscono in una chiesa clandestina e cercheranno di diventare i guerrieri di Dio sulla Terra.

## Produzione
Gli autori della saga letteraria Tim LaHaye e Jerry B. Jenkins inizialmente vendettero i diritti della serie al produttore Ralph Frederick Winter per assicurarsi un film dal grosso budget e che potesse divenire un blockbuster. Winter ingaggiò il regista e sceneggiatore Alan B. McElroy per produrre la sceneggiatura di un adattamento del primo libro della serie, ma non si riuscì a trovare potenziali finanziatori e distributori per il progetto. Winter così vendette i diritti della serie alla casa di produzione indipendente Cloud Ten Pictures, caratterizzata da un'agenda religiosa che realizzò già in passato film dalle simili tematiche, chiudendo ogni collaborazione al progetto con Winter e McElroy. Comunque, dopo la realizzazione del film i nomi di Winter e McElroy vennero inseriti nei crediti di produzione, probabilmente per generare maggior interesse attorno al film e conferirgli maggiore professionalità.

## Accoglienza
Il film ha ricevuto il 16% di recensoni positive su Rotten Tomatoes basato su 45 recensioni con una votazione media di 3.2 su 10 venendo ampiamente criticato.
Il film, in una inusuale strategia pubblicitaria, è stato originariamente rilasciato prima in DVD che nelle sale per creare maggior interesse prima dell'uscita del film nei cinema. La prima edizione del DVD, rilasciata negli Stati Uniti il 31 ottobre 2000, includeva dei coupon per l'ingresso gratuito alle proiezioni del film nelle sale, in cui venne distribuito dal 2 febbraio 2001.
Il film incassò complessivamente $4,224,065, superando di poco il budget del film, rivelandosi un flop.